# 창부타령 (드라마)
《창부타령》은 1982년 9월 18일에 방영된 TV문학관이다.

## 출연
- 유지인
- 김주호
- 김순철
- 안대용
- 이주실
- 이원종
- 김하림
- 박상만
- 황민
- 박정웅
- 백찬기
- 최헌철
- 유승봉
- 조재훈
- 채수영
- 김희진
- 최동균
- 장희진
- 곽정희
- 김채연
- 김진이
- 최용팔
- 전현
- 최호창
- 최용호